# Parc national du Mont Aspiring
Le parc national du Mont Aspiring (anglais : Mount Aspiring National Park) est situé sur l'île du Sud de la Nouvelle-Zélande et fait partie de la région appelée Te Wāhipounamu, qui est sur la liste du patrimoine mondial de l'UNESCO. Fondé en 1964, il est le dixième parc national néo-zélandais.
Recouvrant 3 555 km2 à la pointe sud des Alpes du Sud, à l'ouest du lac Wanaka, il est très visité par les néo-zélandais, qui y vont faire des randonnées ou de l'alpinisme. Le mont Aspiring (de 3 033 m) lui donne son nom anglophone, son nom māori étant Tititea. D'autres pics importants se situent dans le parc, dont le mont Pollux (2 542 m) et le mont Brewster (2 519 m).
Le col de Haast (en), l'une des principales routes croisant les Alpes, se trouve au coin nord-est du parc. 
En avril 2005 le Nature Heritage Fund (en) a acheté une propriété privée dans la vallée de la rivière Landsborough pour l'ajouter au parc du mont Aspiring.